# Virt (Slovacchia)
Virt (in ungherese Virt) è un comune della Slovacchia facente parte del distretto di Komárno, nella regione di Nitra.